# Бернарду Карвалью
Бернарду Карвалью (1 січня 1960, Ріо-де-Жанейро) — бразильський письменник і журналіст. 
Автор 9 романів. Останній — «Сучий син» («O Filho da Mae») був написаний 2009 р. під час перебувння автора в Росії (здобув річну літературну стипендію). Кілька романів були відзначені найвищими нагородами в Бразилії, зокрема «Mongolia» («Монголія»), «Nove Noites» («9 ночей»). Інтерв'ю з Б. Карвалью друкувалося у 7-8 номері «Всесвіту» за 2009 р.